# ゲインズバラ (小惑星)
ゲインズバラ (8236 Gainsborough) は小惑星帯にある小惑星。パロマー天文台のトム・ゲーレルスとライデン天文台のファン・ハウテン夫妻が発見した。
18世紀のイギリスの画家、トマス・ゲインズバラに因んで名付けられた。